# Jin Youzhi
Jin Youzhi, född 1918 i Peking, död där 2015, var en kinesisk prins. Han var halvbror till Kinas sista kejsare Puyi. Han räknades som överhuvud för huset Aisin-Gioro mellan 1994 och 2015.